# Am Deckershäuschen
Am Deckershäuschen ist eine Ortslage im Norden der bergischen Großstadt Wuppertal.

## Lage und Beschreibung
Die Ortslage befindet sich im Osten des Wohnquartiers Uellendahl-Ost im Stadtbezirk Uellendahl-Katernberg auf einer Höhe von 242 m ü. NHN an der heutigen Straße Am Deckershäuschen.
Benachbarte Ortslage, Hofschaften und Wohnplätze sind Uellendahl, Uellendahler Brunnen, Am Hammerkloth, Am Hundsbusch, Raukamp, Am Hartkopfshäuschen, Leyenfeld, In den Siepen, Hagebeck, Soltenkopf, Am Sonnenschein und Röttgen.
Am Deckershäuschen ist als eigenständiger Wohnplatz heute nicht mehr wahrnehmbar, die ursprüngliche Siedlungsstelle ist in der weitgehend geschlossenen Bebauung des Wohnquartiers Uellendahl-Ost aufgegangen. Bei der Ortslage befinden sich neben Wohnbebauung und größeren Gewerbebauten die ehemalige evangelische Matthäuskirche und eine katholische Filialkirche (Roncalli-Zentrum).

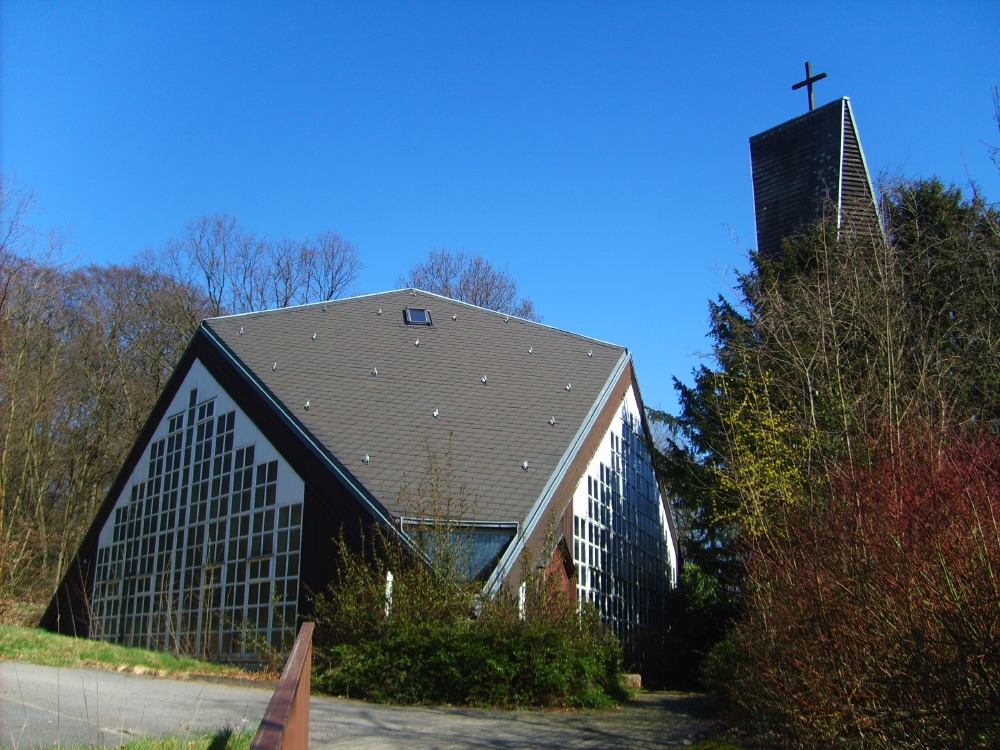
Die ehemalige Matthäuskirche – vor dem Umbau

Die evangelische Kirchengemeinde Uellendahl-Ostersbaum hat die kirchliche Nutzung der Matthäuskirche vor mehreren Jahren aufgegeben, und das Kirchengelände soll unter äußerlichem Erhalt des Kirchengebäudes, des Gemeindehauses und des Pfarrhauses, in denen teilweise Wohnungen eingerichtet werden, mit neuen Wohngebäuden bebaut werden.
Seit Mai 2020 ist das ehemalige Kirchengelände fertig umgebaut und bewohnt. Im bisherigen Gemeindehaus sind drei Wohnungen entstanden. Die umgebaute Matthäuskirche wird bereits seit April 2016 bewohnt.

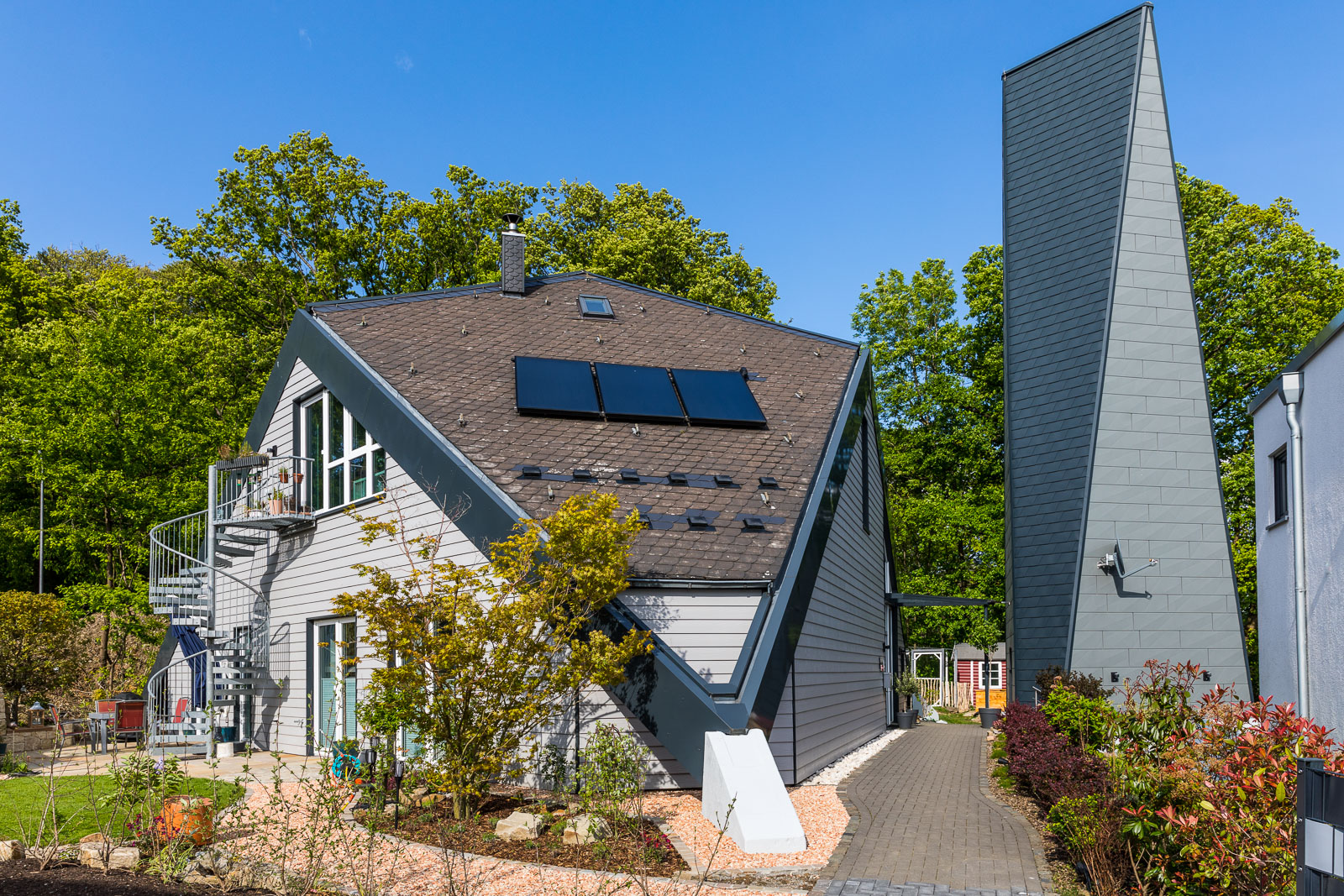
Fertig umgebaute Matthäuskirche in Wuppertal

## Geschichte
Im 19. Jahrhundert gehörte Am Deckershäuschen zur Uellendahler Rotte der Oberbürgermeisterei Elberfeld. Der Ort ist auf der Topographischen Aufnahme der Rheinlande von 1824 eingezeichnet. Auf der Preußischen Uraufnahme von 1843 ist der Ort als Decker beschriftet, auf dem Wuppertaler Stadtplan von 1930 mit Am Deckershäuschen. Adressbücher von 1850 und ab 1864 nennen die Schreibweise Deckershäuschen und Am Deckershäuschen.
1815/16 werden 18 Einwohner gezählt. Laut der Topographisch-statistischen Beschreibung der Königlich Preußischen Rheinprovinz von 1830 lebten 28 Einwohner in Deckershäusgen. Der laut der Statistik und Topographie des Regierungsbezirks Düsseldorf 1832 als Weiler kategorisierte Ort wurde als am Deckershäuschen bezeichnet und besaß zu dieser Zeit ein Wohnhaus und ein landwirtschaftliches Gebäude. Zu dieser Zeit lebten 10 Einwohner im Ort, davon zwei katholischen und acht evangelischen Glaubens.